# Sint-Hubertuskerk (Berchem)
De Sint-Hubertuskerk is een parochiekerk in het huidige district Berchem van Antwerpen. De kerk werd ontworpen door Jan De Vroey en stamt uit het begin van de 20e eeuw. De kerk van de Sint-Hubertusparochie is gelegen aan de Victor Jacobslei in de wijk Oud-Berchem.
In tegenstelling tot het merendeel der kerken, is de Sint-Hubertuskerk noord-zuid georiënteerd. 

## Ontstaan van de parochie
De stichting van de Sint-Hubertusparochie in Berchem gaat terug tot de 19e eeuw. Op 17 mei 1899 gelaste kardinaal Goossens, Remi Tilemans met het stichten van een nieuwe parochie. Remi Tilemans was op dat ogenblik onderpastoor van de Sint-Willibrordusparochie te Berchem. Voor de nieuwe parochie zou aanvankelijk een kapel (en dus geen kerk) worden gebouwd.
De aanvraag tot wettelijke erkenning werd op 12 juni 1899 verzonden aan de Minister van Justitie, en op 25 mei 1900 bepaalde een Koninklijk Besluit de afbakening van het parochiaal grondgebied. De Sint-Willibrordusparochie te Berchem stond een deel van haar gebied af; hetzelfde gebeurde met de Sint-Jozefparochie te Antwerpen.
Een groot aantal gelovigen van Berchem en Antwerpen, en een aantal vooraanstaande ingezetenen, leverden fondsen voor de bouw van de oorspronkelijke kapel:
- Deken Theofiel Roucourt van Sint-Willibrordus: 10.000 frank
- Burgemeester Frans van Hombeeck: 5.000 frank
- Mevrouw Nottebohm-De Waele: 3000 frank
- Eerwaarde heer Delecluze: 1000 frank

Juffrouw Coosemans was bereid een deel grond van haar eigendom in de Bakkerstraat (thans: Ferdinand Coosemansstraat) af te staan.
Op die grond werd 4 maanden na de aanvang der werken, de kapel in gebruik genomen. Remi Tilemans werd tot pastoor benoemd.
Thans bestaat deze oorspronkelijke kapel niet meer. Op die plaats bevindt zich nu het parochiehuis van Sint-Hubertus, genaamd: " 't Oud kapelleken".

## Bouw van de Sint-Hubertuskerk
Korte tijd na de stichting van de parochie besloot het bisdom tot de bouw van een nieuwe kerk, die de zopas gebouwde kapel zou vervangen. Daartoe werd op 6 december 1909 Jan De Vroey uit Berchem als bouwmeester aangesteld. De burgemeester van de gemeente Berchem beloofde de nodige bouwgrond te schenken. 
De staat zou een kwart van de bouwkosten dragen (met een maximum van 100.000 frank), de provincie eveneens een kwart, en de gemeente óók, met bovendien de grond als meerwaarde. De laatste 25 percent werd geleverd door de kerkfabriek.
Voor de openbare aanbesteding deed de firma De Boosserie uit Kortrijk het voordeligste bod. Derhalve werd zij met de bouw gelast. 
Op 16 september 1912 begonnen de graafwerken. Een maand later, op 16 oktober 1912, legde Pastoor Remi Tilemans, als stichter van de kerk, de eerste steen.
Doordat de Eerste Wereldoorlog uitbrak op 4 augustus 1914, werd het tempo der werken vertraagd. In augustus 1915 werden de werken op grote schaal hervat. Helaas viel korte tijd nadien, op 2 september, metser Jan Van den Eynde van een stelling. Hij overleed enkele ogenblikken na zijn val. Hij was Berchemnaar en woonde bij leven aan de Hogeweg.
Vrijdag, 30 juni 1916 (Feest van het Heilig Hart) werd de kerk ingezegend door Monseigneur Theofiel Roucourt, en werd de eerste mis opgedragen door pastoor Tilemans. De kerk was toen nog niet voltooid. In de loop van de maand november werden er nog zeventien glasramen geplaatst. 
Aangaande de ingebruikname van de kerk, werd in het "Verslag over den Burgerlijken Toestand en de Gemeentezaken van Berchem" (dienstjaar 1916) het volgende opgetekend: 
"Ten slotte weze opgemerkt dat de ruime en prachtige kerk aan eenieders verlangen voldoet en de algemeene goedkeuring wegdraagt, hetgeen tot eer en voldoening strekt van de kerkfabriek en de openbare besturen die tot het oprichten der kerk hebben bijgedragen en van den bouwmeester en den aannemer".
Acht jaar later, op donderdag, 25 september 1924, deed Monseigneur De Wachter (hulpbisschop van Mechelen) de Plechtige Wijding. Daarbij waren tal van hoogwaardigheidsbekleders aanwezig.

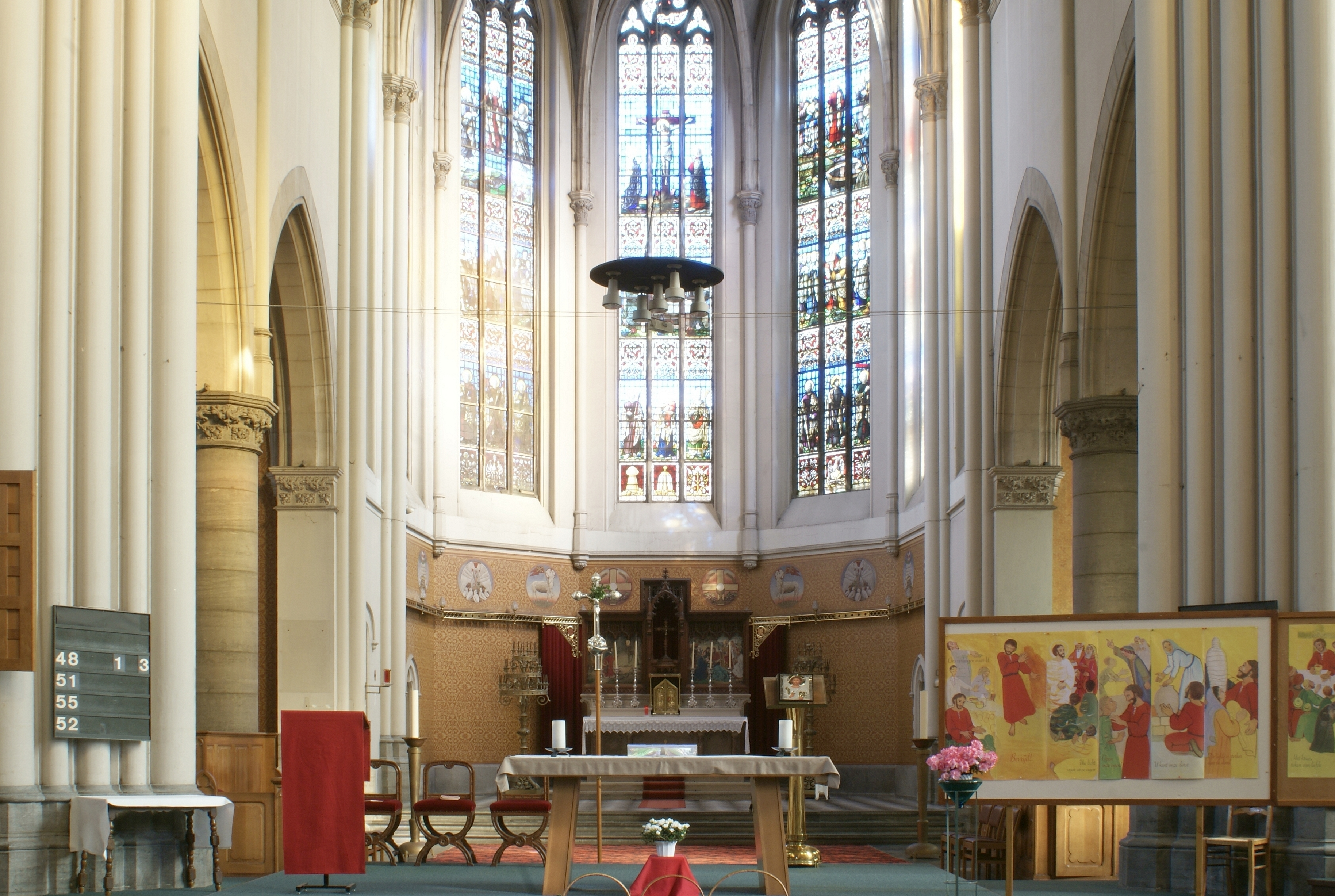
Altaar en koor van de kerk
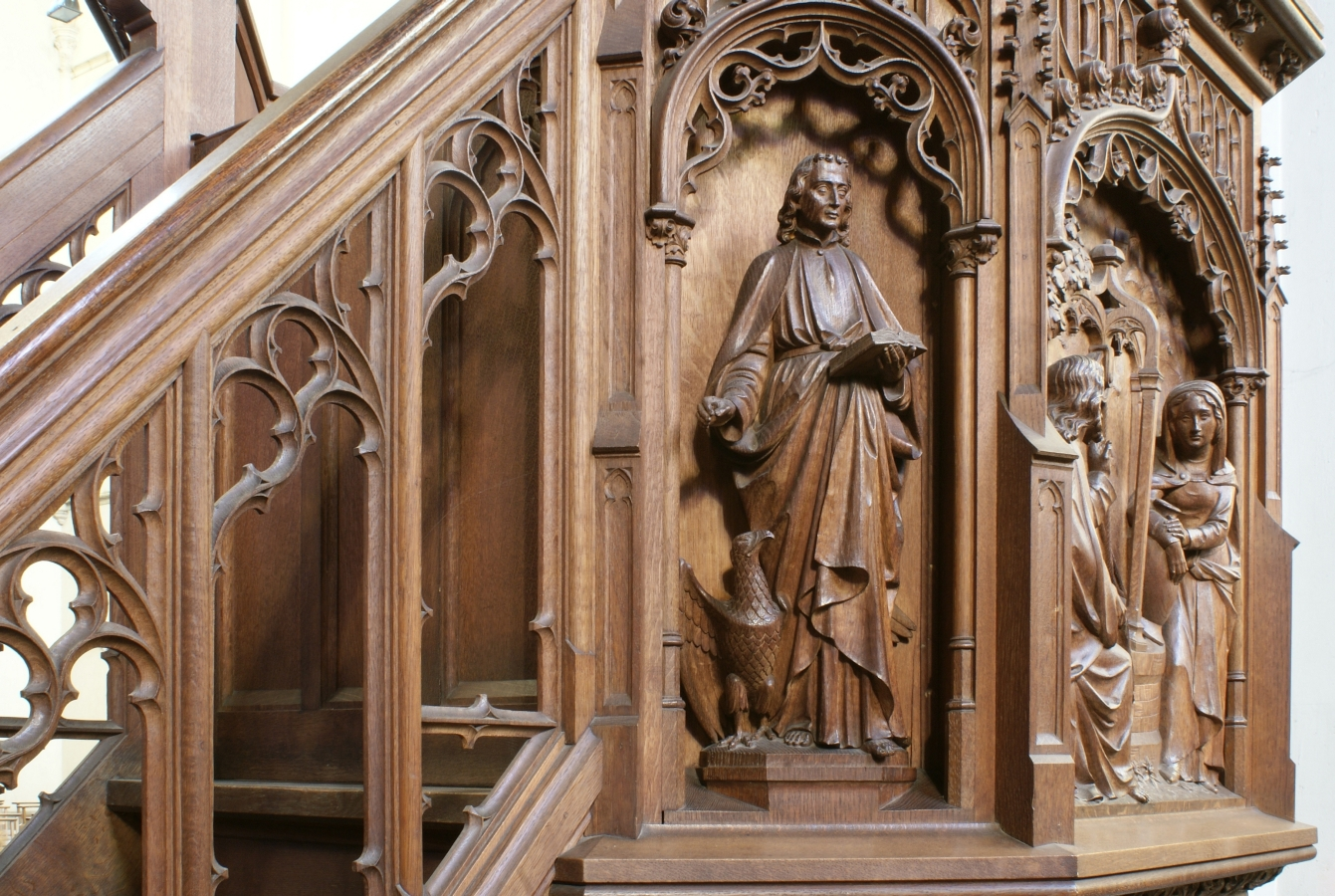
Preekstoel (Detail)
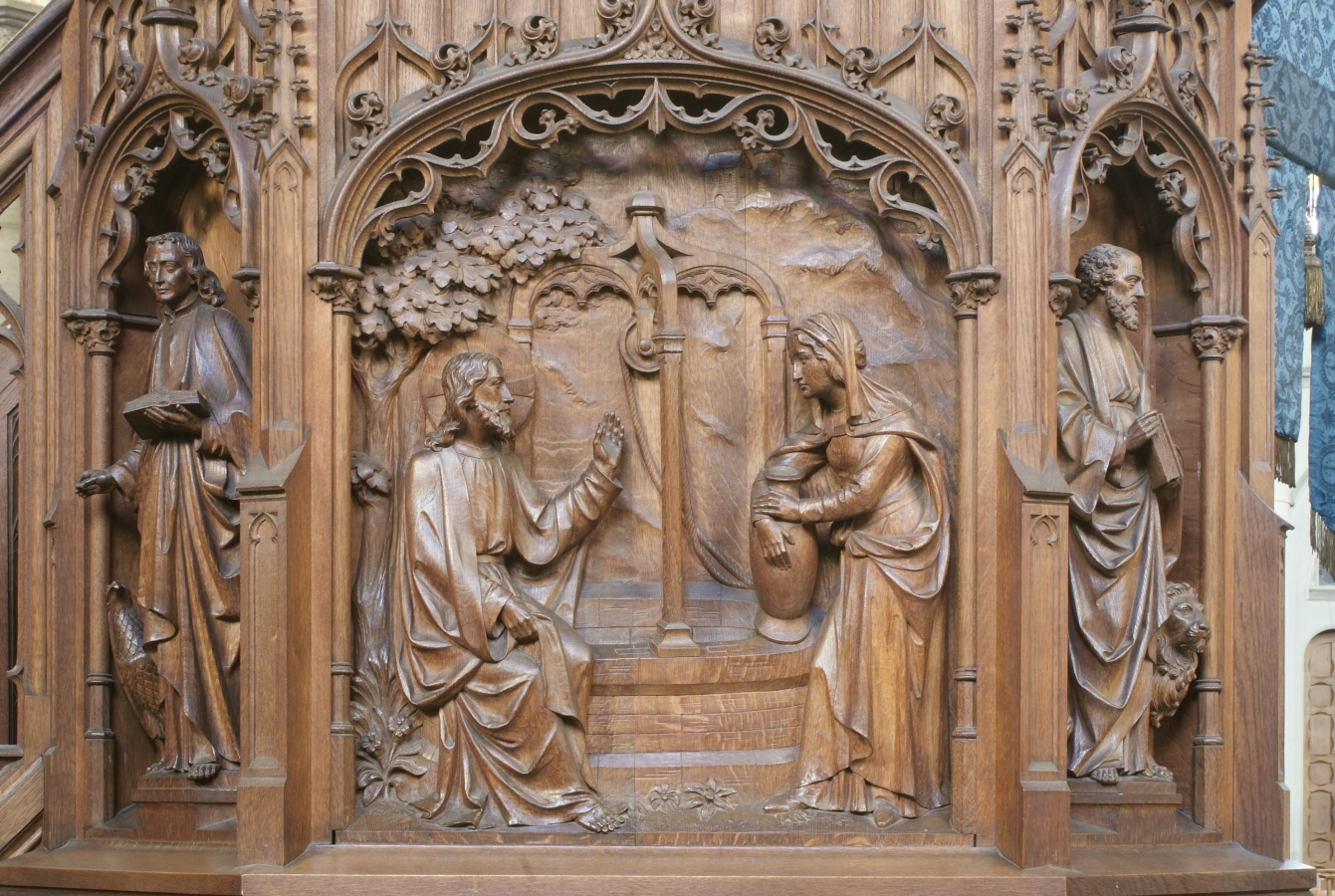
Preekstoel (Detail)

## Geschiedenis
Bijna twee maanden later, op 16 november 1924, werd het 25-jarig bestaan van de parochie, en tevens het zilveren jubelfeest van pastoor Remi Tilemans, gevierd. De pastoor droeg de Jubelmis op, bijgestaan door zijn vier broeders die allen priester waren. De feestelijkheid werd 's avonds besloten door een algemene verlichting van de kerk en de 
omliggende huizen.
Tijdens de Tweede Wereldoorlog, in 1941, werd in opdracht van de Duitse bezetter, de spits van de toren weggenomen. Dit had te maken met de aanvliegroute voor de vliegtuigen naar de luchthaven van Deurne. Daardoor is de hoogte van de toren thans 48 meter in plaats van oorspronkelijk 70 meter.
In 1968 stelde zich voor het voortbestaan van de Sint-Hubertuskerk een netelig vraagstuk. Er werden omvangrijke kosten verwacht, onder meer voor de herstelling van het dak. Bij de financiële overwegingen moest men een keuze maken tussen de herstelling van de bestaande kerk, ofwel de vervanging door een nieuwe zaalkerk. De bestaande kerk werd behouden.

## Pastoors
De pastoors van de Berchemse Sint-Hubertusparochie waren:
- Remi Tillemans (1865-1944), 1900 - 1943 (43 jaar)
- ... Vetters (...), 1943 - 1966 (23 jaar)
- Louis Stappaerts (1913-1992), 1966 - 1968 (2 jaar)
- Frans Van Nueten (1925-2007), 1968 - 2000 (32 jaar)
- Piet Vervaet (1947-2007), 2000 - 2007 (7 jaar)